# نوکتورن شماره ۲۰ در دو دیز مینور (شوپن)
نوکتورن شماره ۲۰ در دو دیز مینور، اپوس posth (به فرانسوی: nocturne no 20 en do dièse mineur, Op. posth.) یکی از مشهورترین آثار فردریک شوپن، موسیقی‌دان برجسته لهستانی است. این اثر، بیست‌ویک سال پس از مرگ آفریننده‌اش منتشر شد و بخشی از نوکتورن‌های شوپن محسوب می‌شود.